# Gare de Tsukida
La gare de Tsukida (月田駅, Tsukida-eki) est une gare ferroviaire située dans la ville de Maniwa, dans la préfecture d'Okayama au Japon. La gare est exploitée par la compagnie JR West,sur la ligne Kishin.

## Service des voyageurs

### Desserte
La gare de Tsukida est une gare disposant d'un quai et d'une voie 

| N° de voie | Ligne    | Direction |
| ---------- | -------- | --------- |
| 1          | ▆ Kishin | Tsuyama   |
| 1          | ▆ Kishin | Niimi     |

| JR West           |               |               |               |                 |
| Direction Himeji  | Ligne Kinshin | Ligne Kinshin | Ligne Kinshin | Direction Niimi |
| Chūgoku-Katsuyama |               | -             |               | Tomihara        |